# Герои Социалистического Труда Латвии
В настоящий список включены:

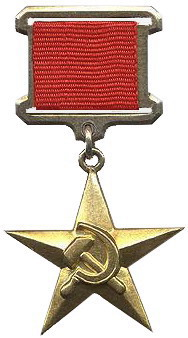
Золотая медаль «Серп и Молот»

- Герои Социалистического Труда, на момент присвоения звания проживавшие на территории Латвийской ССР (соответствует границам современной Латвии) — 167 человек, в том числе один дважды Герой Социалистического Труда;
- уроженцы Латвии, удостоенные звания Героя Социалистического Труда в других регионах СССР, — 16 человек.
- Герои Социалистического Труда, прибывшие в Латвию на постоянное проживание из других регионов СССР, — 2 человека.
- лица, лишённые звания Героя Социалистического Труда, — 3 человека.

Вторая и третья часть списка могут быть неполными из-за отсутствия данных о месте рождения и месте смерти ряда Героев.
В таблицах отображены фамилия, имя и отчество Героев, должность и место работы на момент присвоения звания, дата Указа Президиума Верховного Совета СССР, отрасль народного хозяйства, а также ссылка на биографическую статью на сайте «Герои страны». Формат таблиц предусматривает возможность сортировки по указанным параметрам путём нажатия на стрелку в нужной графе.

## История
Первое присвоение звания Героя Социалистического Труда в Латвийской ССР произошло 26 апреля 1948 года, когда Указом Президиума Верховного Совета СССР за получение высокого урожая ржи этого звания был удостоен Эрнест Фрицевич Зебергс. Почти половина Героев трудились в сфере сельского хозяйства — 80 человек. Остальные награждённые работали в следующих областях: радиоэлектронная промышленность — 11; транспорт — 10; рыбная промышленность — 9; лёгкая промышленность — 7; строительство — 6; машиностроение, наука — по 5; культура, образование, госуправление — по 4; лесная промышленность, металлургия — по 3; химическая, нефтехимическая, электротехническая, пищевая промышленность, энергетика, мелиорация, здравоохранение — по 2; автодорожное, жилищно-коммунальное хозяйство — по 1.

## Лица, удостоенные звания Героя Социалистического Труда в Латвийской ССР
| № | Фамилия, имя, отчество | Даты жизни              | Деятельность                                                  | Дата присвоения       | Отрасль            | ГС       |
| - | ---------------------- | ----------------------- | ------------------------------------------------------------- | --------------------- | ------------------ | -------- |
| 1 | Семуле Марта Алмовна   | 13.04.1904 — 11.10.1985 | Доярка колхоза «Копдарбиба» Гулбенского района Латвийской ССР | 28.08.1953 15.02.1958 | сельское хозяйство | [ ГС 1 ] |

| №   | Фамилия, имя, отчество           | Даты жизни              | Деятельность | Дата присвоения | Отрасль            | ГС         |
| --- | -------------------------------- | ----------------------- | --- | --------------- | ------------------ | ---------- |
| 1   | Аболтинь Яков Яковлевич          | 12.12.1927 — 21.06.2006 | Бригадир совхоза «Ауструми» Валмиерского района Латвийской ССР | 23.06.1966      | сельское хозяйство | [ ГС 2 ]   |
| 2   | Аболтиньш Павел Теодорович       | 23.06.1916 — 10.03.1981 | Столяр Рижского мебельного комбината № 1 Министерства целлюлозно-бумажной и деревообрабатывающей промышленности Латвийской ССР                                                  | 17.09.1966      | леспром            | [ ГС 3 ]   |
| 3   | Аболтыня Эмилия Эдуардовна       | 22.09.1917 — 12.03.1994 | Ремонтёр дорожно-эксплуатационного района Министерства автомобильного транспорта и шоссейных дорог Латвийской ССР                                                               | 05.10.1966      | автодор            | [ ГС 4 ]   |
| 4   | Абомс Андрис Робертович          | 1938—1992               | Тракторист колхоза «Пенкуле» Добельского района Латвийской ССР | 12.12.1973      | сельское хозяйство | [ ГС 5 ]   |
| 5   | Авотниек Янис Янович             | 1907—1987               | Животновод колхоза «Узвара» Огрского района Латвийской ССР | 22.03.1966      | сельское хозяйство | [ ГС 6 ]   |
| 6   | Адиньш Андрей Иванович           | 01.1909 — 27.07.1985    | Бригадир слесарей Рижского трамвайно-троллейбусного управления, Латвийская ССР                                                                                                  | 20.12.1966      | жилкомхоз          | [ ГС 7 ]   |
| 7   | Алексеев Владимир Васильевич     | 28.03.1926 — 12.09.2010 | Управляющий мостостроительным трестом № 5 Министерства транспортного строительства СССР, гор. Рига Латвийской ССР                                                               | 18.09.1981      | строительство      | [ ГС 8 ]   |
| 8   | Анстранга Алма Николаевна        | 1920 — ????             | Доярка колхоза имени Карла Маркса Бауского района Латвийской ССР | 15.02.1958      | сельское хозяйство | [ ГС 9 ]   |
| 9   | Аузиньш Улдис Янович             | 10.07.1933 — 02.01.2017 | Тракторист совхоза «Буртниеки» Валмиерского района Латвийской ССР | 23.06.1966      | сельское хозяйство | [ ГС 10 ]  |
| 10  | Балод Екатерина Мартыновна       | 26.12.1898 — 29.12.1978 | Медицинская сестра центральной больницы Латвийского бассейна, гор. Рига | 04.02.1969      | здравоохранение    | [ ГС 11 ]  |
| 11  | Баринова Татьяна Михайловна      | 28.01.1918 — 05.01.1998 | Бригадир цеха резиновой обуви завода «Сарканайс квадратс» Латвийского совнархоза, гор. Рига                                                                                     | 07.03.1960      | нефтехимпром       | [ ГС 12 ]  |
| 12  | Бартулис Антон Петрович          | 25.06.1912 — 18.05.1993 | Свинарь совхоза «Какениеки» Добельского района Латвийской ССР | 25.12.1959      | сельское хозяйство | [ ГС 13 ]  |
| 13  | Бельченко Евгения Ивановна       | 02.04.1928 — 15.07.2020 | Поездной диспетчер Даугавпилсского отделения Прибалтийской железной дороги, Латвийская ССР                                                                                      | 04.08.1966      | транспорт          | [ ГС 14 ]  |
| 14  | Берзиньш Август Августович       | 23.06.1904 — 16.06.1980 | Председатель рыболовецкого колхоза «Саркана бака», гор. Вентспилс Латвийской ССР                                                                                                | 01.10.1965      | рыбхоз             | [ ГС 15 ]  |
| 15  | Берзиня Рита Микелевна           | род. 1932               | Машинист крана Рижской механизированной дистанции погрузочно-разгрузочных работ Прибалтийской железной дороги, Латвийская ССР                                                   | 02.04.1981      | транспорт          | [ ГС 16 ]  |
| 16  | Биезиньш Эрмий Августович        | 07.05.1915 — 22.02.1987 | Директор сельского профессионально-технического училища № 2 имени 50-летия ВЛКСМ, Цесисский район Латвийской ССР                                                                | 20.07.1971      | образование        | [ ГС 17 ]  |
| 17  | Биркенфельд Всеволод Янович      | 05.04.1927 — 29.04.2010 | Директор Рижского электротехнического завода ВЭФ имени В. И. Ленина Министерства радиопромышленности СССР, Латвийская ССР                                                       | 26.04.1971      | радиопром          | [ ГС 18 ]  |
| 18  | Блумс Янис Павлович              | 27.01.1927 — 09.02.2018 | Председатель колхоза «Яунайс комунарс» Салдусского района Латвийской ССР | 05.12.1985      | сельское хозяйство | [ ГС 19 ]  |
| 19  | Брангале Лилия Фрицевна          | 02.06.1913 — 25.10.2001 | Доярка колхоза «Драудзиба» Екабпилсского района Латвийской ССР | 01.10.1965      | сельское хозяйство | [ ГС 20 ]  |
| 20  | Бриедис Алфред Андреевич         | 1902 — 05.09.1987       | Председатель колхоза «Циня» Цесисского района Латвийской ССР | 22.03.1966      | сельское хозяйство | [ ГС 21 ]  |
| 21  | Булс Ян Савельевич               | 06.03.1927 — 01.10.1981 | Бригадир полеводческой бригады колхоза «Эзерциемс» Рижского района Латвийской ССР                                                                                               | 30.04.1966      | сельское хозяйство | [ ГС 22 ]  |
| 22  | Бумбур Илгонис Адолфович         | 17.06.1933 — 23.07.2007 | Председатель правления рыболовецкого колхоза «Узвара» Латвийской ССР | 17.03.1988      | рыбхоз             | [ ГС 23 ]  |
| 23  | Бутусов Василий Васильевич       | 31.03.1912 — 14.04.1983 | Старший машинист паровозного депо Рига Латвийской железной дороги, Латвийская ССР                                                                                               | 01.08.1959      | транспорт          | [ ГС 24 ]  |
| 24  | Буш Волдемар Петрович            | 26.02.1918 — 08.05.2002 | Слесарь-изобретатель Рижского электротехнического завода «ВЭФ» Латвийского совнархоза                                                                                           | 28.05.1960      | радиопром          | [ ГС 25 ]  |
| 25  | Вайдере Анна Станиславовна       | 1927 — ????             | Доярка колхоза «Дзимтене» Даугавпилсского района Латвийской ССР | 06.09.1973      | сельское хозяйство | [ ГС 26 ]  |
| 26  | Васильева Вия Емельяновна        | род. 1931               | Ткачиха Рижского производственного шерстяного объединения «Ригас текстилс» Министерства лёгкой промышленности Латвийской ССР                                                    | 17.03.1981      | легпром            | [ ГС 27 ]  |
| 27  | Вейгул Бронислава Эдуардовна     | 17.09.1927 — 17.08.2007 | Красильщица Рижского производственного трикотажного объединения «Сарканайс ритс» Министерства лёгкой промышленности Латвийской ССР                                              | 04.03.1976      | легпром            | [ ГС 28 ]  |
| 28  | Вейланд Рита Вольдемаровна       | 17.01.1924 — 18.09.2014 | Главный зоотехник совхоза «Будескалны» Рижского района Латвийской ССР | 01.10.1965      | сельское хозяйство | [ ГС 29 ]  |
| 29  | Вилемсоне Эмма Петровна          | 1905 — ????             | Птичница совхоза «Берзе» Добельского района Латвийской ССР | 22.03.1966      | сельское хозяйство | [ ГС 30 ]  |
| 30  | Вильман Пётр Донатович           | 03.03.1932 — 2010       | Столяр мебельной фирмы «Рига» Министерства мебельной и деревообрабатывающей промышленности Латвийской ССР, гор. Рига                                                            | 08.01.1974      | леспром            | [ ГС 31 ]  |
| 31  | Воробьёва Анна Исаевна           | 1922 — 26.02.1977       | Доярка совхоза «Баркава» Мадонского района Латвийской ССР | 10.03.1976      | сельское хозяйство | [ ГС 32 ]  |
| 32  | Гайлите Мария Рудольфовна        | 1912 — ????             | Доярка колхоза «Падомью звайгзне» Мадонского района Латвийской ССР | 15.02.1958      | сельское хозяйство | [ ГС 33 ]  |
| 33  | Галвиня Велта Яновна             | 18.10.1928 — ????       | Овцевод колхоза «Яунайс ритс» Мадонского района Латвийской ССР | 08.04.1971      | сельское хозяйство | [ ГС 34 ]  |
| 34  | Гляуда (Яунжейкаре) Анна Яновна  | 04.03.1926 — 11.05.2016 | Свинарка совхоза «Берзпилс» Балвского района Латвийской ССР | 15.02.1958      | сельское хозяйство | [ ГС 35 ]  |
| 35  | Грасе Виктория Язеповна          | 21.08.1918 — 24.11.1985 | Доярка колхоза «Тайсниба» Гулбенского района Латвийской ССР | 15.02.1958      | сельское хозяйство | [ ГС 36 ]  |
| 36  | Граудс Луция Юрьевна             | 30.08.1914 — 23.09.1986 | Председатель колхоза «Сарканайс старс» Добельского района Латвийской ССР | 22.03.1966      | сельское хозяйство | [ ГС 37 ]  |
| 37  | Григорьева Клавдия Яковлевна     | 15.03.1912 — 04.10.1962 | Доярка животноводческого совхоза «Аугсткалне» Министерства мясной и молочной промышленности СССР, Добельский район Латвийской ССР                                               | 03.11.1951      | сельское хозяйство | [ ГС 38 ]  |
| 38  | Гринёва Галина Михайловна        | род. 1942               | Регулировщица аппаратуры Рижского производственного объединения «ВЭФ» имени В. И. Ленина Министерства промышленности средств связи СССР, Латвийская ССР                         | 08.06.1977      | радиопром          | [ ГС 39 ]  |
| 39  | Гром Григорий Иванович           | 19.11.1928 — 20.12.1987 | Заведующий отделением республиканской детской больницы, гор. Рига Латвийской ССР                                                                                                | 23.10.1978      | здравоохранение    | [ ГС 40 ]  |
| 40  | Грушкевиц Иохан Ансович          | 14.01.1893 — 19.03.1977 | Председатель колхоза «Падомью Латвия» Вентспилсского района Латвийской ССР | 15.02.1958      | сельское хозяйство | [ ГС 41 ]  |
| 41  | Давида Ирма Аугустовна           | 1916 — ????             | Ткачиха комбината «Ригас аудумс» Латвийского совнархоза, гор. Рига | 07.03.1960      | легпром            | [ ГС 42 ]  |
| 42  | Донкарёв Пётр Николаевич         | 10.05.1920 — 22.11.2007 | Шофёр Рижского автобусного парка Министерства автомобильного транспорта Латвийской ССР                                                                                          | 04.05.1971      | транспорт          | [ ГС 43 ]  |
| 43  | Дреймане Айна Яновна             | род. 1935               | Доярка колхоза «Адажи» Рижского района Латвийской ССР | 08.04.1971      | сельское хозяйство | [ ГС 44 ]  |
| 44  | Думбра Героним Иванович          | род. 1928               | Машинист локомотивного депо Даугавпилс Прибалтийской железной дороги, Латвийская ССР                                                                                            | 16.01.1974      | транспорт          | [ ГС 45 ]  |
| 45  | Едемский Александр Григорьевич   | 04.11.1913 — 03.03.1983 | Капитан-директор большого морозильного рыболовного траулера «Валерий Быковский» Рижской базы рефрижераторного рыболовного флота, Латвийская ССР                                 | 01.10.1965      | рыбхоз             | [ ГС 46 ]  |
| 46  | Жагата Отилия Гиртовна           | 07.01.1923 — 24.10.1987 | Каменщица по ремонту мартеновских печей Лиепайского завода «Сарканайс металургс» Латвийского совнархоза                                                                         | 07.03.1960      | металлургия        | [ ГС 47 ]  |
| 47  | Жива Мария Адамовна              | 12.02.1918 — 12.04.1982 | Свинарка Малпилсского совхоза-техникума Рижского района Латвийской ССР | 08.04.1971      | сельское хозяйство | [ ГС 48 ]  |
| 48  | Залькальн Теодор Эдуардович      | 30.11.1876 — 06.09.1972 | Латышский скульптор, народный художник СССР, гор. Рига Латвийской ССР | 30.11.1971      | культура           | [ ГС 49 ]  |
| 49  | Звайгзните Лина Андреевна        | 1901 — 03.12.1973       | Председатель колхоза «Ленина цельш» Валкского района Латвийской ССР | 15.02.1958      | сельское хозяйство | [ ГС 50 ]  |
| 50  | Зебергс Эрнест Фрицевич          | 1896 — 07.1971          | Звеньевой совхоза «Окте» Министерства совхозов СССР, Талсинский уезд Латвийской ССР                                                                                             | 26.04.1948      | сельское хозяйство | [ ГС 51 ]  |
| 51  | Зелтыньш Ян Андреевич            | 23.04.1900 — 01.01.1986 | Директор Добельской МТС, Латвийская ССР | 15.02.1958      | сельское хозяйство | [ ГС 52 ]  |
| 52  | Иванова Надежда Ивановна         | 01.07.1920 — ????       | Свинарка совхоза «Ислица» Бауского района Латвийской ССР | 07.03.1960      | сельское хозяйство | [ ГС 53 ]  |
| 53  | Икауниекс Алберт Эдуардович      | 1928—1992               | Фрезеровщик Рижского вагоностроительного завода Министерства тяжёлого, энергетического и транспортного машиностроения СССР, Латвийская ССР                                      | 05.04.1971      | машиностроение     | [ ГС 54 ]  |
| 54  | Кавинский Ромуальд Владимирович  | 11.03.1928 — 04.02.2006 | Председатель колхоза «Красный Октябрь» Прейльского района Латвийской ССР | 08.04.1971      | сельское хозяйство | [ ГС 55 ]  |
| 55  | Калейс Арвид Якобович            | 09.05.1915 — 12.11.1997 | Председатель колхоза «Марупе» Рижского района Латвийской ССР | 15.02.1958      | сельское хозяйство | [ ГС 56 ]  |
| 56  | Калнберз Виктор Константинович   | 02.07.1928 — 19.06.2021 | Директор Латвийского научно-исследовательского института травматологии и ортопедии, академик Академии медицинских наук СССР                                                     | 01.07.1988      | наука              | [ ГС 57 ]  |
| 57  | Калнберзин Ян Эдуардович         | 17.09.1893 — 04.02.1986 | Председатель Президиума Верховного Совета Латвийской ССР, гор. Рига | 16.09.1963      | госуправление      | [ ГС 58 ]  |
| 58  | Калнс Фриц Индрикович            | 1907 — ????             | Бригадир совхоза «Окте» Министерства совхозов СССР, Талсинский уезд Латвийской ССР                                                                                              | 29.04.1949      | сельское хозяйство | [ ГС 59 ]  |
| 59  | Каненберг Анна Ансовна           | 27.03.1911 — 2002       | Доярка учебно-опытного хозяйства «Елгава» Латвийской сельскохозяйственной академии                                                                                              | 22.03.1966      | сельское хозяйство | [ ГС 60 ]  |
| 60  | Капуста Майя Никитична           | 1926—2016               | Ткачиха комбината «Засулаука мануфактура» Министерства лёгкой промышленности Латвийской ССР, гор. Рига                                                                          | 09.06.1966      | легпром            | [ ГС 61 ]  |
| 61  | Карклинь Арнис Фридрихович       | 07.07.1924 — 22.06.2004 | Токарь Рижского завода «Автоэлектроприбор» Министерства автомобильной промышленности СССР, Латвийская ССР                                                                       | 05.04.1971      | машиностроение     | [ ГС 62 ]  |
| 62  | Катковский Антон Антонович       | 19.01.1900 — 25.07.1972 | Старший конюх совхоза «Окте» Министерства совхозов СССР, Талсинский уезд Латвийской ССР                                                                                         | 05.08.1948      | сельское хозяйство | [ ГС 63 ]  |
| 63  | Каулиньш Роберт Хейндрикович     | 09.02.1925 — 17.02.1977 | Бригадир колхоза «Драудзиба» Талсинского района Латвийской ССР | 23.06.1966      | сельское хозяйство | [ ГС 64 ]  |
| 64  | Каулиньш Эдгарс Мартынович       | 26.04.1903 — 05.01.1979 | Председатель колхоза «Лачплесис» Огрского района Латвийской ССР | 01.10.1965      | сельское хозяйство | [ ГС 65 ]  |
| 65  | Каулс Альберт Эрнестович         | 15.10.1938 — 24.09.2008 | Председатель колхоза «Адажи» Рижского района Латвийской ССР | 07.07.1986      | сельское хозяйство | [ ГС 66 ]  |
| 66  | Кейдан Альберт Петрович          | род. 03.07.1943         | Зоотехник-селекционер колхоза имени Кирова Лудзенского района Латвийской ССР | 17.08.1988      | сельское хозяйство | [ ГС 67 ]  |
| 67  | Киенис Эдгарс Янович             | 05.04.1930 — 14.03.2017 | Свинарь совхоза «Вайноде» Лиепайского района Латвийской ССР | 08.04.1971      | сельское хозяйство | [ ГС 68 ]  |
| 68  | Кирхенштейн Аугуст Мартынович    | 18.09.1872 — 03.11.1963 | Директор Института микробиологии Академии наук Латвийской ССР, вице-президент Академии наук Латвийской ССР, гор. Рига                                                           | 17.09.1957      | наука              | [ ГС 69 ]  |
| 69  | Кирьянов Саврил Дмитриевич       | 12.10.1918 — 07.05.2006 | Слесарь Рижского электромашиностроительного завода Министерства электротехнической промышленности СССР, Латвийская ССР                                                          | 08.08.1966      | электропром        | [ ГС 70 ]  |
| 70  | Ковалёв Павел Петрович           | 1918 — 11.02.1978       | Директор совхоза «Зилупе» Лудзенского района Латвийской ССР | 01.10.1965      | сельское хозяйство | [ ГС 71 ]  |
| 71  | Кожевников Семён Григорьевич     | 15.04.1913 — 10.01.1990 | Бригадир комплексной бригады управления строительства «Даугавагэсстрой» Министерства энергетики и электрификации СССР, Латвийская ССР                                           | 20.04.1971      | энергетика         | [ ГС 72 ]  |
| 72  | Кокин Францис Янович             | 03.01.1927 — 16.03.1992 | Директор Аглонской средней школы-интерната Прейльского района Латвийской ССР | 01.07.1968      | образование        | [ ГС 73 ]  |
| 73  | Колесниченко Виталий Онуфриевич  | 20.08.1905 — 14.01.1998 | Главный конструктор Рижского вагоностроительного завода Латвийского совнархоза                                                                                                  | 01.10.1965      | машиностроение     | [ ГС 74 ]  |
| 74  | Кондрус Бруно Карлович           | 20.08.1921 — 1998       | Капитан парохода «Котлас» Латвийского государственного морского пароходства Министерства морского флота СССР, Латвийская ССР                                                    | 03.08.1960      | транспорт          | [ ГС 75 ]  |
| 75  | Конрадс Ян Якубович              | 01.05.1898 — 09.12.1968 | Мастер специализированного управления отделочных работ треста «Ригастрой» Министерства строительства Латвийской ССР, гор. Рига                                                  | 09.08.1958      | строительство      | [ ГС 76 ]  |
| 76  | Крастынь Ян Петрович             | 16.08.1890 — 24.09.1983 | Заведующий сектором новой и новейшей истории Института истории Академии наук Латвийской ССР, академик АН Латвийской ССР, гор. Рига                                              | 01.08.1980      | наука              | [ ГС 77 ]  |
| 77  | Кронберг Валентина Викторовна    | род. 1939               | Бригадир участка фирмы резиновых изделий «Сарканайс квадратс» Министерства нефтеперерабатывающей и нефтехимической промышленности СССР, гор. Рига Латвийской ССР                | 20.04.1971      | нефтехимпром       | [ ГС 78 ]  |
| 78  | Круминьш Волдемар Кристапович    | 1922 — ????             | Точный механик Рижского государственного электротехнического завода ВЭФ имени В. И. Ленина Министерства радиопромышленности СССР, Латвийская ССР                                | 26.04.1971      | радиопром          | [ ГС 79 ]  |
| 79  | Круминьш Волдемар Мартынович     | 23.08.1931 — 05.06.2015 | Сеточник бумажной фабрики «Лигатне» Совнархоза Латвийской ССР, Цесисский район                                                                                                  | 29.06.1961      | леспром            | [ ГС 80 ]  |
| 80  | Кубаж Янис Августович            | 1905 — 27.08.1999       | Председатель колхоза имени Жданова Рижского района Латвийской ССР | 15.02.1958      | сельское хозяйство | [ ГС 81 ]  |
| 81  | Куликова Александра Андреевна    | 1918 — 29.04.2002       | Свинарка совхоза «Вилце» Добельского района Латвийской ССР | 01.10.1965      | сельское хозяйство | [ ГС 82 ]  |
| 82  | Кюрзен Янис Петрович             | 20.02.1928 — 15.03.1988 | Начальник производственно-диспетчерского отдела Рижского радиозавода имени А. С. Попова Министерства радиопромышленности СССР, Латвийская ССР                                   | 29.07.1966      | радиопром          | [ ГС 83 ]  |
| 83  | Лаздиня-Юдина Мильда Яновна      | 05.01.1927 — 26.02.1993 | Доярка совхоза «Лиепупе» Министерства совхозов СССР, Лимбажский район Латвийской ССР                                                                                            | 27.09.1950      | сельское хозяйство | [ ГС 84 ]  |
| 84  | Лаздуп Вольдемар Петрович        | 1935 — ????             | Бригадир комплексной бригады Лиепайского общестроительного треста, Латвийская ССР                                                                                               | 11.08.1966      | строительство      | [ ГС 85 ]  |
| 85  | Лайвиньш Вильгельм Янович        | 04.06.1911 — 07.05.1979 | Первый секретарь Рижского райкома Компартии Латвии | 15.02.1958      | госуправление      | [ ГС 86 ]  |
| 86  | Лапсенберга Иева Интовна         | 20.09.1899 — 12.03.1985 | Доярка колхоза «Большевик» Салдусского района Латвийской ССР | 22.03.1966      | сельское хозяйство | [ ГС 87 ]  |
| 87  | Латонс Янис Карлович             | 18.02.1938 — 26.02.2007 | Тракторист колхоза «Церауксте» Бауского района Латвийской ССР | 12.12.1973      | сельское хозяйство | [ ГС 88 ]  |
| 88  | Левшин Серафим Александрович     | 12.08.1903 — 15.11.1995 | Главный инженер управления строительством Плявиньской ГЭС Министерства энергетики и электрификации СССР, Латвийская ССР                                                         | 04.10.1966      | энергетика         | [ ГС 89 ]  |
| 89  | Ленёв Олег Константинович        | 25.04.1925 — 25.03.1987 | Генеральный директор Рижского производственного объединения ВЭФ имени В. И. Ленина Министерства промышленности средств связи СССР, Латвийская ССР                               | 09.07.1985      | радиопром          | [ ГС 90 ]  |
| 90  | Лепинь Лидия Карловна            | 04.04.1891 — 04.09.1985 | Академик Академии наук Латвийской ССР, старший научный сотрудник Института химии АН Латвийской ССР, гор. Рига                                                                   | 01.10.1965      | наука              | [ ГС 91 ]  |
| 91  | Ливманис Станислав Язепович      | род. 24.12.1939         | Мастер машинного доения Яунпилсской опытной станции животноводства Латвийского научно-исследовательского института животноводства и ветеринарии, Тукумский район                | 16.03.1981      | сельское хозяйство | [ ГС 92 ]  |
| 92  | Лидакс Харий Мартынович          | 09.08.1934 — 25.08.2008 | Капитан среднего рыболовного траулера № 4580 Управления экспедиционного лова, гор. Лиепая Латвийской ССР                                                                        | 06.04.1961      | рыбхоз             | [ ГС 93 ]  |
| 93  | Лужин Павел Иванович             | 10.01.1909 — 20.05.1989 | Капитан парохода Латвийского морского пароходства Министерства морского флота СССР, гор. Рига                                                                                   | 09.08.1963      | транспорт          | [ ГС 94 ]  |
| 94  | Луринь Язеп Язепович             | 1930 — ????             | Бригадир котельщиков судоремонтного завода Управления рыбной промышленности Латвийского совнархоза, гор. Рига                                                                   | 28.05.1960      | рыбхоз             | [ ГС 95 ]  |
| 95  | Луриньш Антон Антонович          | 31.07.1911 — 06.10.1983 | Первый секретарь Бауского райкома Компартии Латвии | 15.02.1958      | госуправление      | [ ГС 96 ]  |
| 96  | Мазит Рудольф Рудольфович        | 11.1912 — 05.1990       | Председатель колхоза «Атмода» Рижского района Латвийской ССР | 22.03.1966      | сельское хозяйство | [ ГС 97 ]  |
| 97  | Малмейстер Александр Кристапович | 05.10.1911 — 12.12.1996 | Директор Института механики полимеров Академии наук Латвийской ССР, академик Академии наук СССР, президент АН Латвийской ССР, гор. Рига                                         | 13.03.1969      | наука              | [ ГС 98 ]  |
| 98  | Медведев Пётр Герасимович        | 05.01.1916 — 08.03.1981 | Директор совхоза «Окте» Талсинского района Латвийской ССР | 15.02.1958      | сельское хозяйство | [ ГС 99 ]  |
| 99  | Меламед Эльза Эдуардовна         | 1922—1998               | Ткачиха филиала № 5 фирмы «Ригас текстилс» Латвийского совнархоза, гор. Рига | 01.10.1965      | легпром            | [ ГС 100 ] |
| 100 | Мелдерис Леонид Петрович         | 08.10.1912 — ????       | Инженер Рижского радиотехнического завода «ВЭФ» Министерства радиопромышленности СССР, Латвийская ССР                                                                           | 29.07.1966      | радиопром          | [ ГС 101 ] |
| 101 | Метенс Фриц Янович               | 14.12.1911 — 20.03.1966 | Бригадир колхоза имени Молотова Талсинского района Латвийской ССР | 08.03.1952      | сельское хозяйство | [ ГС 102 ] |
| 102 | Митрике Элза Петровна            | 01.07.1929 — 21.08.2012 | Мастер машинного доения колхоза «Адажи» Рижского района Латвийской ССР | 05.12.1985      | сельское хозяйство | [ ГС 103 ] |
| 103 | Можейко Адольф Николаевич        | 20.04.1928 — 26.02.1993 | Бригадир тракторной бригады Элейской МТС Елгавского района Латвийской ССР | 15.02.1958      | сельское хозяйство | [ ГС 104 ] |
| 104 | Наровская Ольга Александровна    | род. 1946               | Крутильщица Даугавпилсского завода химического волокна имени Ленинского комсомола Министерства химической промышленности СССР, Латвийская ССР                                   | 06.04.1981      | химпром            | [ ГС 105 ] |
| 105 | Оруп Иосиф Эдуардович            | 17.11.1911 — 04.07.1980 | Бригадир колхоза «Даугава» Краславского района Латвийской ССР | 30.04.1966      | сельское хозяйство | [ ГС 106 ] |
| 106 | Островская Велта Николаевна      | 1927—2012               | Ткачиха производственного объединения «Латвияс лини» Министерства лёгкой промышленности Латвийской ССР, гор. Елгава                                                             | 05.04.1971      | легпром            | [ ГС 107 ] |
| 107 | Пайдерс Лео Юрьевич              | 27.08.1926 — 02.11.1991 | Старший машинист экскаватора специализированного мелиоративно-строительного управления «Лубанстрой» Министерства мелиорации и водного хозяйства Латвийской ССР, Мадонский район | 23.06.1966      | мелиоводхоз        | [ ГС 108 ] |
| 108 | Панов Александр Андреевич        | 18.08.1914 — 23.10.2002 | Мастер Рижского завода «Коммутатор» Министерства промышленности средств связи СССР, Латвийская ССР                                                                              | 08.09.1975      | радиопром          | [ ГС 109 ] |
| 109 | Петерсоне Луция Яновна           | род. 11.04.1940         | Мастер машинного доения колхоза «Ледурга» Лимбажского района Латвийской ССР | 21.12.1983      | сельское хозяйство | [ ГС 110 ] |
| 110 | Петрович Язеп Янович             | 23.04.1909 — 02.10.1988 | Свинарь колхоза «Друва» Салдусского района Латвийской ССР | 22.03.1966      | сельское хозяйство | [ ГС 111 ] |
| 111 | Пинка Янис Петрович              | 27.02.1930 — 21.01.2017 | Тракторист колхоза «Алаукстс» Цесисского района Латвийской ССР | 13.12.1972      | сельское хозяйство | [ ГС 112 ] |
| 112 | Поммер Август Владимирович       | 13.02.1918 — 30.01.2013 | Директор совхоза «Приекуле» Лиепайского района Латвийской ССР | 08.04.1971      | сельское хозяйство |            |
| 113 | Приедау Ирма Яновна              | 27.11.1927 — 03.07.1974 | Доярка учебно-опытного хозяйства «Вецауце» Латвийской сельскохозяйственной академии, Ауцский район Латвийской ССР                                                               | 08.04.1971      | сельское хозяйство | [ ГС 113 ] |
| 114 | Приеде-Берзинь Лилия Давыдовна   | 17.07.1903 — 27.05.1983 | Актриса Государственного художественного академического театра имени Я. Райниса, народная артистка СССР, гор. Рига Латвийской ССР                                               | 09.06.1978      | культура           | [ ГС 114 ] |
| 115 | Пукитис Эрнест Микелевич         | 28.02.1929 — 01.04.2013 | Председатель колхоза «Скрунда» Кулдигского района Латвийской ССР | 23.06.1966      | сельское хозяйство | [ ГС 115 ] |
| 116 | Путане Виргиния Адамовна         | 25.07.1925 — 16.02.1993 | Главный зоотехник колхоза «Дзиркстеле» Даугавпилсского района Латвийской ССР | 08.04.1971      | сельское хозяйство | [ ГС 116 ] |
| 117 | Разорёнов Сергей Васильевич      | 18.10.1923 — 25.06.2009 | Электрослесарь Даугавпилсского локомотиворемонтного завода Министерства путей сообщения СССР, Латвийская ССР                                                                    | 04.05.1971      | транспорт          | [ ГС 117 ] |
| 118 | Расманис Арманд Янович           | 14.03.1932 — 27.05.1980 | Бригадир колхоза «Авангард» Елгавского района Латвийской ССР | 12.12.1973      | сельское хозяйство | [ ГС 118 ] |
| 119 | Рейзинь Лилия Яновна             | 27.09.1924 — 25.02.2014 | Директор средней школы № 45, гор. Рига Латвийской ССР | 27.06.1978      | образование        | [ ГС 119 ] |
| 120 | Рейнис Карл Карлович             | 02.12.1910 — 18.09.1966 | Слесарь рижского мотозавода «Саркана звайгзне» Латвийского совнархоза | 01.10.1965      | машиностроение     | [ ГС 120 ] |
| 121 | Рейскарт Карл Давыдович          | 15.03.1896 — 1970       | Председатель Бауского райисполкома, Латвийская ССР | 15.02.1958      | госуправление      | [ ГС 121 ] |
| 122 | Риваре Моника Альбертовна        | род. 1933               | Заведующая птицеводческой фермой совхоза «Аглона» Прейльского района Латвийской ССР                                                                                             | 22.03.1966      | сельское хозяйство | [ ГС 122 ] |
| 123 | Риекстинь Александр Владимирович | 13.02.1918 — 30.01.2013 | Председатель колхоза «Иецава» Бауского района Латвийской ССР | 27.12.1976      | сельское хозяйство | [ ГС 123 ] |
| 124 | Розе Яков Янович                 | род. 1924               | Механизатор колхоза «Сарканайс Октобрис» Цесисского района Латвийской ССР | 08.04.1971      | сельское хозяйство | [ ГС 124 ] |
| 125 | Розефелд Август Петрович         | 1926—1983               | Звеньевой рыболовецкого колхоза «Банга» Латвийской ССР | 07.07.1966      | рыбхоз             | [ ГС 125 ] |
| 126 | Романов Егор Лаврентьевич        | 14.01.1916 – 09.01.1999 | Бригадир плотников передвижной механизированной колонны № 4 Резекненского общестроительного треста Министерства сельского строительства Латвийской ССР                          | 07.05.1971      | строительство      |            |
| 127 | Рукс Зента Николаевна            | род. 1930               | Мастер Рижского хлебокомбината № 3 Министерства пищевой промышленности Латвийской ССР                                                                                           | 21.07.1966      | пищепром           |            |
| 128 | Рыбакова Феодосия Марковна       | род. 1935               | Крутильщица Даугавпилсского завода химического волокна имени Ленинского комсомола Министерства химической промышленности СССР, Латвийская ССР                                   | 20.04.1971      | химпром            |            |
| 129 | Салтайс Гунар Янович             | 18.04.1930 — 1997       | Капитан-директор большого морозильного рыболовного траулера «Леон Паэгле» Управления экспедиционного лова, Латвийская ССР                                                       | 13.04.1963      | рыбхоз             | [ ГС 126 ] |
| 130 | Семененков Пётр Андреевич        | 11.08.1903 — 01.05.1969 | Бригадир электромонтёров-ремонтников Рижского цементно-шиферного завода Министерства промышленности строительных материалов Латвийской ССР                                      | 28.07.1966      | строительство      |            |
| 131 | Семёнов Сергей Яковлевич         | 28.07.1925 — 18.07.2002 | Электромеханик парохода «Балашов» Латвийского морского пароходства Министерства морского флота СССР, гор. Рига                                                                  | 04.05.1971      | транспорт          | [ ГС 127 ] |
| 132 | Силиня Эмилия Фрицевна           | 10.08.1914 — 30.07.2014 | Монтажница завода «ВЭФ» Латвийского совнархоза, гор. Рига | 07.03.1960      | радиопром          | [ ГС 128 ] |
| 133 | Слактерис Янис Екабович          | 21.03.1901 — 1973       | Председатель колхоза «Цоде» Бауского района, Латвийская ССР | 15.02.1958      | сельское хозяйство |            |
| 134 | Смилга Фрицис Карлович           | 10.07.1902 — 22.09.1973 | Председатель колхоза «Узвара» Талсинского района Латвийской ССР | 15.02.1958      | сельское хозяйство | [ ГС 129 ] |
| 135 | Соколов Пётр Варфоломеевич       | 06.10.1932 — 30.03.2000 | Слесарь-инструментальщик Рижского завода полупроводниковых приборов Министерства электронной промышленности СССР, Латвийская ССР                                                | 29.07.1966      | электронпром       | [ ГС 130 ] |
| 136 | Сорочинский Иван Александрович   | род. 1922               | Механик колхоза «Циня» Лиепайского района Латвийской ССР | 23.06.1966      | сельское хозяйство |            |
| 137 | Спила Игнат Эдуардович           | род. 1939               | Звеньевой колхоза «Лачплесис» Огрского района Латвийской ССР | 27.12.1976      | сельское хозяйство | [ ГС 131 ] |
| 138 | Спроге Владислава Наполеоновна   | 10.12.1918 — 2016       | Доярка колхоза «Дзиркстеле» Тукумского района Латвийской ССР | 22.03.1966      | сельское хозяйство | [ ГС 132 ] |
| 139 | Страздинь Алисе Освальдовна      | род. 1937               | Мастер-маслодел Валмиерского молочного комбината Министерства мясной и молочной промышленности Латвийской ССР                                                                   | 14.06.1966      | пищепром           |            |
| 140 | Стрельч Язеп Станиславович       | род. 1935               | Бригадир комплексной бригады строительного управления № 60 треста «Ригажилстрой», гор. Рига Латвийской ССР                                                                      | 01.10.1965      | строительство      | [ ГС 133 ] |
| 141 | Стунда Янис Карлович             | 07.08.1922 — 2007       | Бригадир колхоза «Падомью яунатне» Бауского района Латвийской ССР | 31.12.1965      | сельское хозяйство |            |
| 142 | Судрабкалн Ян                    | 17.05.1894 — 04.09.1975 | Латышский поэт, академик Академии наук Латвийской ССР, гор. Рига | 16.05.1974      | культура           | [ ГС 134 ] |
| 143 | Трашков Яков Фёдорович           | род. 1923               | Слесарь-инструментальщик Резекненского завода доильных установок Министерства тракторного и сельскохозяйственного машиностроения СССР, Латвийская ССР                           | 05.04.1971      | машиностроение     |            |
| 144 | Трифонова Евдокия Ивановна       | 19.03.1928 — 12.12.2007 | Вязальщица трикотажной фабрики «Ригас адитайс» Министерства лёгкой промышленности Латвийской ССР, гор. Рига                                                                     | 05.04.1971      | легпром            | [ ГС 135 ] |
| 145 | Турка (Синате) Валия Августовна  | род. 1931               | Бригадир птицеводческой фермы совхоза «Болупе» Балвского района Латвийской ССР                                                                                                  | 08.04.1971      | сельское хозяйство |            |
| 146 | Уланова Любовь Михайловна        | 27.07.1917 — 07.09.2007 | Пилот-инструктор объединённой авиационной эскадрильи Латвийского управления гражданской авиации Министерства гражданской авиации СССР                                           | 15.08.1966      | транспорт          | [ ГС 136 ] |
| 147 | Упатниеце Марта Оттовна          | 08.02.1909 — 29.09.1979 | Доярка колхоза «Спарс» Гауенского района Латвийской ССР | 13.06.1951      | сельское хозяйство | [ ГС 137 ] |
| 148 | Упит Андрей Мартынович           | 04.12.1877 — 17.11.1970 | Писатель, поэт, поэт, драматург, академик Академии наук Латвийской ССР, народный писатель Латвийской ССР, гор. Рига                                                             | 23.02.1967      | культура           | [ ГС 138 ] |
| 149 | Фесенко Михаил Тимофеевич        | 17.12.1910 — 24.10.1974 | Директор Рижского электромашиностроительного завода Министерства электротехнической промышленности СССР, Латвийская ССР                                                         | 20.04.1971      | электропром        | [ ГС 139 ] |
| 150 | Филаткин Анатолий Дмитриевич     | 15.07.1922 — 30.05.2005 | Сталевар Лиепайского металлургического завода «Сарканайс металургс» Министерства чёрной металлургии СССР, Латвийская ССР                                                        | 22.03.1966      | металургия         |            |
| 151 | Фридберга Анна Яковлевна         | 1903—1974               | Доярка совхоза «Валдеки» Кандавского района Латвийской ССР | 15.02.1958      | сельское хозяйство |            |
| 152 | Фридрихсон Артур Фрицевич        | 1927—2004               | Старший вальцовщик-настройщик лиепайского металлургического завода «Сарканайс металургс» Латвийского совнархоза                                                                 | 01.10.1965      | металлургия        | [ ГС 140 ] |
| 153 | Фридрихсоне Милда Петровна       | 1902 — ????             | Свинарка колхоза «Сарканайс Октобрис» Цесисского района Латвийской ССР | 15.02.1958      | сельское хозяйство | [ ГС 141 ] |
| 154 | Херманис Янис Юрьевич            | 01.07.1908 — 01.03.1989 | Звеньевой совхоза «Окте» Министерства совхозов СССР, Талсинский уезд Латвийской ССР                                                                                             | 29.04.1949      | сельское хозяйство | [ ГС 142 ] |
| 155 | Циекурс Ян Петрович              | род. 1931               | Тракторист совхоза «Вийциемс» Валкского района Латвийской ССР | 12.12.1973      | сельское хозяйство | [ ГС 143 ] |
| 156 | Цинис Имант Карлович             | 15.03.1931 — 15.06.1990 | Старший машинист экскаватора Елагвского мелиоративно-строительного управления, Латвийская ССР                                                                                   | 08.04.1971      | мелиоводхоз        | [ ГС 144 ] |
| 157 | Чиксте Артур Эдуардович          | 01.01.1930 — 12.04.1992 | Звеньевой колхоза «Накотне» Елгавского уезда Латвийской ССР | 30.04.1949      | сельское хозяйство | [ ГС 145 ] |
| 158 | Чуплинскиене Фелиция Антоновна   | род. 1924               | Доярка Лиелплатонской опытной станции животноводства Елгавского района Латвийской ССР                                                                                           | 07.03.1960      | сельское хозяйство | [ ГС 146 ] |
| 159 | Чуриковский Михаил Иванович      | 08.10.1932 — 03.11.1998 | Капитан среднего рыболовного траулера-рефрижератора № 9144 Управления экспедиционного лова, Латвийская ССР                                                                      | 13.04.1963      | рыбхоз             | [ ГС 147 ] |
| 160 | Шваб Тамара Васильевна           | 1925 — ????             | Старший мастер производственного объединения «Альфа» Министерства электронной промышленности СССР, гор. Рига Латвийской ССР                                                     | 12.08.1975      | электронпром       | [ ГС 148 ] |
| 161 | Штрейнерт Марта Карловна         | 1916 — ????             | Звеньевая колхоза имени Молотова Талсинского района Латвийской ССР | 08.03.1952      | сельское хозяйство | [ ГС 149 ] |
| 162 | Шуваев Валентин Парамонович      | 15.04.1930 — 2003       | Капитан среднего рыболовного траулера-рефрижератора № 9104 Управления экспедиционного лова, Латвийская ССР                                                                      | 06.04.1961      | рыбхоз             | [ ГС 150 ] |
| 163 | Эзериня Аустра Андреевна         | 26.09.1906 — 20.12.1984 | Доярка колхоза «Марупе» Рижского района Латвийской ССР | 15.02.1958      | сельское хозяйство | [ ГС 151 ] |
| 164 | Эйдемане Хелена Осиповна         | 24.11.1906 — 29.05.1978 | Заместитель директора средней школы № 4 имени 30-летия ВЛКСМ, гор. Рига Латвийской ССР                                                                                          | 01.07.1968      | образование        | [ ГС 152 ] |
| 165 | Яковлев Александр Ефимович       | 1926 — ????             | Председатель колхоза «Бривиба» Краславского района Латвийской ССР | 08.04.1971      | сельское хозяйство | [ ГС 153 ] |
| 166 | Янсонс Иварс Аугустович          | 26.10.1932 — 12.03.1990 | Председатель колхоза «Узвара» Бауского района Латвийской ССР | 30.03.1982      | сельское хозяйство | [ ГС 154 ] |

## Уроженцы Латвии, удостоенные звания Героя Социалистического Труда в других регионах СССР
| № | Фамилия, имя, отчество       | Даты жизни              | Деятельность                              | Дата присвоения                  | Отрасль | ГС       |
| - | ---------------------------- | ----------------------- | ----------------------------------------- | -------------------------------- | ------- | -------- |
| 1 | Келдыш Мстислав Всеволодович | 10.02.1911 — 24.06.1978 | Президент Академии наук СССР, гор. Москва | 11.09.1956 17.06.1961 09.02.1971 | наука   | [ ГС 1 ] |

| № | Фамилия, имя, отчество | Даты жизни              | Деятельность                                                                               | Дата присвоения       | Отрасль       | ГС       |
| - | ---------------------- | ----------------------- | ------------------------------------------------------------------------------------------ | --------------------- | ------------- | -------- |
| 1 | Пельше Арвид Янович    | 07.02.1899 — 29.05.1983 | Член Политбюро ЦК КПСС, председатель Комитета партийного контроля при ЦК КПСС, гор. Москва | 06.02.1969 06.02.1979 | госуправление | [ ГС 2 ] |

| №  | Фамилия, имя, отчество          | Даты жизни              | Деятельность | Дата присвоения | Отрасль            | ГС        |
| -- | ------------------------------- | ----------------------- | --- | --------------- | ------------------ | --------- |
| 1  | Аристов Фёдор Сергеевич         | 08.10.1912 — 27.01.2005 | Директор Казанского вертолётного завода Министерства авиационной промышленности СССР, Татарская АССР                                                               | 26.04.1971      | машиностроение     | [ ГС 3 ]  |
| 2  | Астратов Андриан Трофимович     | 18.08.1904 — 16.08.1995 | Каменщик управления начальника работ № 787 строительного треста № 97 Томского совнархоза                                                                           | 09.08.1958      | строительство      | [ ГС 4 ]  |
| 3  | Ирд Каарел Кириллович           | 27.08.1909 — 25.12.1986 | Главный режиссёр Государственного академического театра Эстонской ССР «Ванемуйне», народный артист СССР, гор. Тарту                                                | 24.08.1984      | культура           | [ ГС 5 ]  |
| 4  | Лауниконене Роже Пятровна       | 1908 — ????             | Доярка колхоза имени Черняховского Капсукского района Литовской ССР                                                                                                | 05.04.1958      | сельское хозяйство |           |
| 5  | Лепорский Владимир Владимирович | 15.01.1911 — 15.08.1981 | Директор Ждановского металлургического завода «Азовсталь» имени Орджоникидзе Министерства чёрной металлургии Украинской ССР, Донецкая область                      | 22.03.1966      | металлургия        | [ ГС 6 ]  |
| 6  | Лескаускас Ионас Стасевич       | 24.06.1906 — 06.1974    | Бетонщик специализированного управления отделочных работ № 66 Шяуляйского стройтреста, Литовская ССР                                                               | 01.10.1965      | строительство      | [ ГС 7 ]  |
| 7  | Маркелов Кирилл Семёнович       | 19.06.1937 — 07.1999    | Горнорабочий очистного забоя шахты имени 50-летия Октября производственного объединения «Гуковуголь» Министерства угольной промышленности СССР, Ростовская область | 19.03.1979      | углепром           | [ ГС 8 ]  |
| 8  | Ошац Николай Александрович      | 1901 — 26.04.1978       | Старший машинист локомотивного депо Москва-Пассажирская Октябрьской железной дороги, гор. Москва                                                                   | 01.08.1959      | транспорт          | [ ГС 9 ]  |
| 9  | Позняков Валерий Александрович  | 21.04.1941 — 16.05.2010 | Бригадир комплексной бригады строительного управления здания ГЭС Красноярскгэсстроя Министерства энергетики и электрификации СССР, Красноярский край               | 16.10.1979      | энергетика         | [ ГС 10 ] |
| 10 | Райкин Аркадий Исаакович        | 24.10.1911 — 17.12.1987 | Художественный руководитель Ленинградского театра эстрады и миниатюр, народный артист СССР                                                                         | 23.10.1981      | культура           | [ ГС 11 ] |
| 11 | Соловьёв Иван Трофимович        | 31.12.1913 — 22.02.1993 | Старший машинист локомотивного депо Зилово Забайкальской железной дороги, Читинская область                                                                        | 01.08.1959      | транспорт          | [ ГС 12 ] |
| 12 | Черкасова Мария Петровна        | 1895 — ????             | Директор Соболевского сахсвеклокомбината Тепликского района Винницкой области                                                                                      | 26.02.1958      | пищепром           |           |
| 13 | Штейман Станислав Иванович      | 18.12.1887 — 26.11.1965 | Старший зоотехник племенного молочного совхоза «Караваево» Министерства совхозов СССР, Костромской район Костромской области                                       | 12.07.1949      | сельское хозяйство | [ ГС 13 ] |
| 14 | Ярв Анна-Эльвира Юхановна       | 29.08.1909 — 14.03.2002 | Директор Сакуской семилетней школы, Харьюский район Эстонской ССР                                                                                                  | 07.03.1960      | образование        | [ ГС 14 ] |

## Герои Социалистического Труда, прибывшие в Латвию на постоянное проживание из других регионов СССР
| № | Фамилия, имя, отчество               | Даты жизни | Деятельность | Дата присвоения | Отрасль            | ГС       |
| - | ------------------------------------ | ---------- | --- | --------------- | ------------------ | -------- |
| 1 | Логинова Евгения Андреевна           | род. 1946  | Бригадир отделочников строительно-монтажного управления № 2 треста крупнопанельного домостроения имени 60-летия СССР Министерства промышленного строительства СССР, Пермская область | 09.07.1986      | строительство      | [ ГС 1 ] |
| 2 | Шекштело (Багдонайте) Она Викторовна | род. 1937  | Свинарка совхоза «Цирклишкис» Швенчёнского района Литовской ССР | 07.03.1960      | сельское хозяйство |          |

## Лица, лишённые звания Героя Социалистического Труда
| № | Фамилия, имя, отчество           | Даты жизни              | Деятельность                                                                                              | Дата присвоения | Дата лишения | Отрасль            | ГС       |
| - | -------------------------------- | ----------------------- | --- | --------------- | ------------ | ------------------ | -------- |
| 1 | Лейтанс Станислав Станиславович  | 1914 — 04.1977          | Председатель колхоза «Авангард» Елгавского района Латвийской ССР                                          | 15.02.1958      | 22.11.1961   | сельское хозяйство | [ ГС 1 ] |
| 2 | Мурзич Василий Иванович          | 1909 — 12.08.1979       | Паровозный машинист депо Витебск Западной железной дороги                                                 | 05.11.1943      | 09.10.1954   | транспорт          | [ ГС 2 ] |
| 3 | Ринне Зигфрид-Эдмунд Арнольдович | 29.07.1934 — 08.02.2009 | Механик теплохода «Краслава» Латвийского морского пароходства Министерства морского флота СССР, гор. Рига | 29.07.1966      | 10.01.1983   | транспорт          | [ ГС 3 ] |